# 迪迪埃·皮罗尼
迪迪埃·约瑟夫·路易·皮罗尼（法語：Didier Joseph Louis Pironi）是一名法国的赛车手。他参加过72场一级方程式大奖赛，其一级方程式生涯结束于1982年德国大奖赛练习赛的撞车。他赢得过1978年勒芒24小时耐力赛的冠军。
皮罗尼在1981年加入法拉利车队并与吉勒·维尔纳夫成为队友，维尔纳夫欢迎皮罗尼的到来并对他平等相待。在他为法拉利效力的第一个赛季中，皮罗尼在排位赛中较慢，但在正赛中更为稳定。皮罗尼与车队的高级成员建立了良好的关系，可以说他在具有争议的1982年圣马力诺大奖赛之后利用了这种良好的关系，人们普遍认为皮罗尼欺骗了维尔纳夫，使维尔纳夫认为皮罗尼会在自己身后完赛，尽管车队已经表示让两位车手减速，皮罗尼却在进入托萨弯时意外地超过了他。维尔纳夫对皮罗尼大发雷霆，并发誓不会再对他说一句话。两周后，在1982年比利时大奖赛的排位赛中，维尔纳夫在尝试超越皮诺尼的圈速时丧生。维尔纳夫的精神状态通常被认为是导致其致命事故的原因之一。
在后来的1982年德国大奖赛中，皮罗尼在尝试超越威廉姆斯车队的德里克·戴利时，他撞到了阿兰·普罗斯特驾驶的雷诺赛车的后部，导致皮罗尼的双腿多处骨折，这场剧烈事故与维尔纳夫所遭遇的事故有些类似。
1986年，在皮罗尼能够正常行走后，他进行了两次试车，似乎就要重返赛场。他证明了他仍然有竞争力，但由于受伤的程度以及保险问题，重返一级方程式并不实际。
皮罗尼于是决定转向摩托艇比赛。1987年8月23日，皮罗尼以及他的两名船员（记者贝尔纳·吉鲁和他的老朋友让-克洛德·盖纳尔）在怀特岛郡附近参加尼德尔斯杯时遭遇事故而去世。
在皮罗尼去世后，他的女友卡特琳·古生下了一对双胞胎。为了纪念皮罗尼和吉勒·维尔纳夫，她给孩子起名为迪迪埃和吉勒。2014年，吉勒·皮罗尼加入梅赛德斯车队担任工程师。